# Sinagoga de Yu Aw
La Sinagoga de Yu Aw està situada en el barri Momanda de l'antiga ciutat d'Herat, en el país asiàtic de l'Afganistan. L'àrea va ser coneguda alguna vegada com Mahalla-yi Musahiya, o el "Barri dels Jueus". És l'única sinagoga d'Herat que ha conservat la major part de les seves característiques originals, malgrat que es troba actualment en un estat de deterioració. Les restes de l'edifici en l'est, nord i sud del pati s'utilitzen ara com a habitatge familiar. Una habitació en el soterrani de l'estructura en el costat oest del pati s'utilitza com l'habitatge d'un dels empleats del Departament de preservació de Monuments històrics d'Herat.